# Andreas Khol
Andreas Khol, né le 14 juillet 1941 à Bergen en Rügen, en Allemagne, est un homme politique autrichien, membre du Parti populaire autrichien (ÖVP) et candidat de ce parti à l'élection présidentielle d'avril 2016.
Diplômé en droit de l'université d'Innsbruck et de l'université de Vienne, Andreas Khol a fait toute sa carrière politique sous les couleurs du Parti populaire. De 2002 à 2006, il a été président du Conseil national ; à ce titre, il a assuré l'intérim de la présidence de la République autrichienne entre la mort du président sortant Thomas Klestil, le 6 juillet 2004, et l'investiture du président élu Heinz Fischer, le 8 juillet 2004.
Le 10 janvier 2016, Andreas Khol est désigné candidat à la présidence de la République par son parti.